# Godschalk I van Lohn
Godschalk I van Lohn of Gottschalk von Loen (ca. 1086-1110) was graaf van het graafschap Lohn van 1107 tot zijn dood in 1110. Hij was een zoon van Gerardus de Lohn De naam van zijn vrouw is onbekend, Godschalk kreeg vier kinderen.
- Gerhard II
- Godschalk van Varsseveld
- Alard van Wesenthorst
- Wennemar van Didam

## Geschiedenis
Van 1096 tot en met 1099 nam Godschalk deel aan de kruistocht die in het bijzonder door ridders uit Neder-Lotharingen werd ondersteund.